# Questiones disputatae de veritate
Le Quaestiones Disputatae de Veritate, abbreviato anche come QDV, sono un'opera di Tommaso d'Aquino scritta in lingua latina durante il periodo del primo soggiorno a Parigi (dal 1256 al 1259). Sono una raccolta di questioni discusse nello stile disputativo della Scolastica medievale, che coprono una varietà di argomenti incentrati sul vero, sul bene e sulla ricerca di essi da parte dell'uomo, ma le domande spaziano ampiamente dalla definizione di verità alla Divina Provvidenza, alla coscienza, al bene e al libero arbitrio.

## Paternità dell'opera
L'opera fu originariamente scritta intorno al 1256-1259, durante il primo periodo di permanenza dell'Aquinate a Parigi.
È una delle poche opere dell'Aquinate di cui esiste ancora il dettato originale (per le domande da 2 a 22). Questa determinazione è stata fatta da A. Dondaine della Commissione Leonina nel 1956, ed è generalmente accettata dagli studiosi.
Seguendo la forma di una disputatio, il QDV comprende una serie di articoli, ognuno dei quali è una lezione dell'Aquinate seguita da una "disputa" da parte dei suoi studenti. L'insieme è stato raccolto da una serie di sessioni nell'arco di tre anni scolastici e il fatto che la media sia di circa 80 articoli all'anno, che è leggermente superiore al numero di giorni di insegnamento dell'anno (stimato da Bernardo Carlos Bazán tra i 75 e i 79 giorni), indica che è stato accumulato dall'Aquinate e dai suoi studenti al ritmo di 1 articolo al giorno; anche se è molto probabile che non si tratti di un resoconto testuale dell'effettiva disputatio del giorno, dato che il processo abituale prevedeva una certa riorganizzazione per formare l'opera finale, e anche evidentemente un certo lavoro editoriale, perché in generale la qualità, la lunghezza e la complessità dell'opera sono al di sopra di quanto ci si aspetterebbe da una discussione inedita dal vivo degli studenti.
La prova che il testo finale fu redatto abbastanza rapidamente dopo la disputatio vera e propria comprende la menzione in un primo catalogo delle opere pubblicate dell'Aquinate risalente al 1293, una controargomentazione ancora più precoce di Guglielmo de la Mare contro le tesi della QDV a partire dal 1278, e citazioni che corrispondono a frammenti della QDV nello Speculum maius di Vincenzo di Beauvais, che risale a qualche tempo prima della sua morte nel 1264-1265.

## Testo e traduzioni moderne
L'Editio Leonina fu pubblicata nel 1925 e nuovamente nel 1964.
L'opera fu tradotta in tedesco da Edith Stein in due parti: le questioni da 1- a 13 pubblicate nel 1931 e le questioni da 14 a 29 nel 1932, e ripubblicate nel 1952 e nel 1955, e di nuovo nel 1970. Martin Grabmann scrisse la prefazione alla sua traduzione. Sebbene avesse iniziato uno studio della QDV in precedenza, fu Erich Przywara a chiederle di fare la traduzione completa, che completò nel 1929. Traducendola con termini filosofici tedeschi moderni, la Stein la rese più accessibile, ma allo stesso tempo si scontrò con le obiezioni di persone come (per esempio) Laurentius Siemer, che l'aveva effettivamente assistita nel lavoro, e che la criticò in una lettera a lei indirizzata nel 1934, descrivendola una traduzione errata che inquadrava male l'Aquinate in termini fenomenologici. La risposta della Stein a Siemer fu:
(MacIntyre, Alasdair C. (2007). Edith Stein: A Philosophical Prologue, 1913–1922, p. 177)
Il suo lavoro sulla traduzione di questo e di altri testi la spinse infatti a reinterpretare la fenomenologia in termini tomistici.
Nel 2005 fu tradotta in italiano da Fernando Fiorentino, con note e introduzione di Maurizio Mamiani. V. O. Benetollo e Roberto Coggi curarono una traduzione in italiano in 3 volumi pubblicata nel 1993 per i tipi delle ESD di Bologna.
Una traduzione completa in inglese fu pubblicata dalla Henry Regnery Company in tre volumi a partire dal 1952, il primo volume tradotto da R. W. Mulligan, il secondo da J. V. McGlynn e il terzo da R. W. Schmidt. [12][3] François-Xavier Putallaz diede alle stampe una traduzione francese della quaestio 1 nel 1986, B. Jollès delle quaestio 4 e 9 nel 1983 e nel 1992, e Serge-Thomas Bonino della quaestio 12 e nel 1989 e nel 1992. Nel 2005 Bonino avrebbe lavorato a una traduzione integrale in francese.

## Struttura e contenuto
Il QDV comprende 253 articoli, raccolti in 29 domande che si dividono in due gruppi generali. Il primo gruppo è costituito dalle domande da 1 a 20 che trattano della verità e della conoscenza: il titolo dell'intera opera deriva dal titolo della prima domanda. Il secondo gruppo è costituito dalle domande da 21 a 29, che trattano del bene e dell'appetito per il bene. Serge-Thomas Bonino suggerì che all'interno di ogni gruppo esistesse una sottostruttura che inizia con Dio, poi procede con gli angeli, l'uomo e infine con le sue realizzazioni storiche.
L'opera è suddivisa in 29 domande, come segue:
1. de Veritate - sulla Verità;
2. de Scientia Dei - sulla conoscenza di Dio;
3. de Ideis - sulle idee;
4. de Verbo - sul Verbo divino e sui nomi delle cose;
5. de Providentia - sulla Provvidenza;
6. de Praedestinatione - sulla predestinazione;
7. de Libro Vitae - sul Libro della vita;
8. de Cognitione Angelorum - sulla conoscenza degli angeli: questo è uno dei testi in cui l'Aquinate elabora la sua teoria della conoscenza angelica, insieme alla Summa Theologiae, alla Quodlibet 9 e allo Scriptum super libros Sententiarum[14]. La questione riguarda un punto che non viene affrontato in quest'ultimo Scriptum, ossia come gli angeli abbiano quella che sant'Agostino chiamava "conoscenza mattutina" senza avere accesso diretto a Dio[15]. L'Aquinate espone l'affermazione problematica di Agostino secondo cui gli angeli avevano solo poteri naturali e tuttavia avevano la "conoscenza mattutina" della creazione, che richiederebbe un accesso soprannaturale, e risponde in due modi diversi, ma non sceglie quale sia la risposta giusta[16]: secondo l'Aquinate, o gli angeli ottengono la "conoscenza mattutina" solo dopo la visione beatifica di Dio e non hanno accesso intrinseco ad essa in quanto creati originariamente; oppure la loro percezione di Dio non era diretta, ma un riflesso della conoscenza che era loro infusa, equivalente a una copia del Verbo di Dio nell'angelo[17];
9. de Communicatione Scientiae Angelicae per Illuminationes et Locutiones - sulla comunicazione degli angeli attraverso le illuminazioni e le locuzioni;
10. de Mente in qua est Imago Trinitatis - sulla mente in quanto immagine della Trinità: si tratta di una sistematizzazione di ciò che Tommaso aveva inizialmente affrontato nello Scriptum super libros Sententiarum, che sarebbe poi maturato nella Summa Theologica[18]. In essa, egli discute idee come la distinzione tra il sapere che si ha un'anima e il sapere che cosa sia effettivamente quell'anima, cioè la natura generale delle anime[19]. La prima si suddivide ulteriormente in sapere che si ha un'anima in conseguenza del proprio agire; a causa di un'innata consapevolezza che le anime hanno di sé stesse, semplicemente ragionando; come risultato del giudizio che è semplicemente vero che si ha un'anima[20];
11. de Magistro - sull'insegnamento. Questa domanda fornisce una visione dell'insegnamento come inteso da parte dell'Aquinate[21]. Egli presenta una visione agostiniana dell'insegnamento, suddiviso in processi "interni" ed "esterni", modificata dalle idee aristoteliche. Il primo processo è l'inventio, un mezzo di insegnamento riservato a Dio, l'insegnante principale, un processo in cui "la ragione naturale [arriva] da sola alla conoscenza di cose prima sconosciute"[22]. Il secondo processo è la disciplina, un mezzo di insegnamento a disposizione dell'uomo, un processo in cui l'insegnante cerca di trasmettere all'allievo gli stessi processi di inventio che l'insegnante ha subito[22];
12. de Prophetia - sulla profezia;
13. de Raptu - sul rapimento o estasi religiosa;
14. de Fide - sulla fede;
15. de Ratione Superiori et Inferiori - sulla ragione superiore e inferiore;
16. de Synderesi - sulla sinderesi;
17. de Conscientia - sulla coscienza;
18. de Cognitione Primi Hominis in Statu Innocentiae - sulla conoscenza del primo uomo nello stato di innocenza;
19. de Cognitione Animae post Mortem - sulla conoscenza dell'anima dopo la morte;
20. de Scientia Animae Christi - sulla conoscenza dell'anima di Cristo;
21. de Bono - sul Bene;
22. de Appetitu Boni et Voluntate - sulla ricerca del bene e sulla volontà;
23. de Voluntate Dei - sulla volontà di Dio;
24. de Hominis Libero Arbitrio - sul libero arbitrio dell'uomo;
25. de Sensualitate - sulla sensualità, ovvero "la parte sensibile appetitiva dell'anima"[23];
26. de Passionibus - sulle emozioni;
27. de Gratia - sulla grazia;
28. de Remissio Peccatorum - sulla remissione dei peccati;
29. de Gratia Christi - sulla grazia di Cristo.

### Testi ed edizioni critiche
- (LA) Quaestiones, in S. THOMAE DE AQUINO OPERA OMNIA, Corpus Thomisticum.

### Analisi
- Enzo Portalupi, Gregorio Magno Nelle "Quaestiones Disputatae de Veritate" di Tommaso d'Aquino, in Rivista di Filosofia Neo-Scolastica, vol. 77, n. 4, ottobre 1985,  pp. 556-598, JSTOR 43061437. (Portalupi analizza le citazione di papa Gregorio I da parte di s. Tommaso)
- (FR) Bernardo Carlos Bazán, Les questions disputées et les questions quodlibétiques dans les Facultés de théologie, de droit et de médecine, Turnhout, Brepols, 1985.

### Questioni singole
- (FR) Serge-Thomas Bonino, De la Vérité, Question 2: la science en Dieu by Thomas d'Aquin, ISBN 9782204052627.
- (EN) Anselm Oelze, Freedom and Free Choice (Thomas Aquinas, Quaestiones disputatae de veritate, Question 24, Article 2), in Animal Minds in Medieval Latin Philosophy, Studies in the History of Philosophy of Mind, vol. 27, Cham, Springer International Publishing, 2021,  pp. 197-203, DOI:10.1007/978-3-030-67012-2_25, ISBN 978-3-030-67011-5.